# Џорџ М. Далас
Џорџ Мифлин Далас (енгл. George Mifflin Dallas; Филаделфија, 10. јул 1792 — Филаделфија, 31. децембар 1864) је био амерички политичар који је између осталог служио као сенатор из Пенсилваније и као 11. потпредседник Сједињених Држава у периоду од 1845. до 1849, за време мандата председника Џејмса Н. Полка.
Џорџ М. Далас је завршио Колеџ у Њу Џерзију (данас Универзитет Принстон), након чега је изучавао правом. Осим политиком и правом се бавио и дипломатијом и банкарством.